# Schönengrund
Schönengrund és un municipi del cantó d'Appenzell Ausser-Rhoden (Suïssa).

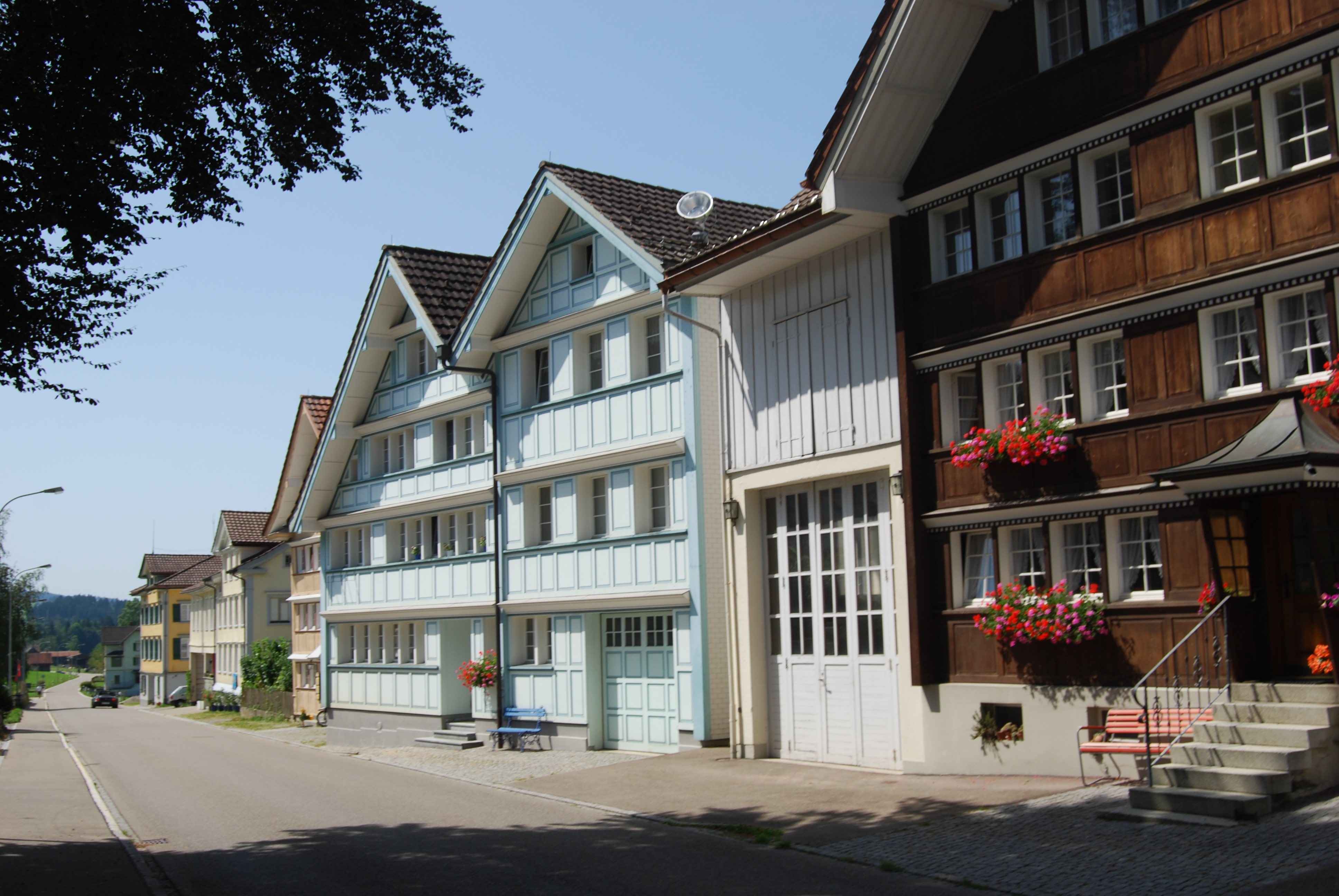
Schönengrund